# در تاریکی (فیلم ۲۰۲۴)
در تاریکی یا خاموشی (به انگلیسی: Lights Out) یک فیلم اکشن و دلهره‌آور آمریکایی محصول سال ۲۰۲۴ به کارگردانی کریستین سسما با بازی فرانک گریلو، مکای فایفر، جیمی کینگ با حضور درموت مالرونی و اسکات ادکینز است.

## داستان
یک کهنه سرباز بی‌خانمان، مایکل دافی دافیلد (با بازی گریلو)، همیشه در حال حرکت است، تا اینکه با مکس بومر (با بازی فایفر) با یک مجرم سابقه‌دار پرحرف آشنا می‌شود. مکس بعد از اینکه دافی وارد دعوا می‌شود متوجه مهارت‌های دافی می‌شود و به او شغلی با درآمد خوب پیشنهاد می‌کند. دافی موافقت می‌کند و متوجه می‌شود که «شغل» رقابت در کلوپ‌های مبارزه زیرزمینی است. این دو در اولین مبارزه پول زیادی به دست می‌آورند و تصمیم می‌گیرند به لس آنجلس سفر کنند تا دافی بتواند گذشته خود را جبران کند و مکس بتواند تاوان یک رئیس جنایتکار، سیج پارکر (با بازی مالرونی) را بدهد. آنها با ریچل، خواهر مکس می‌مانند و دافی به سرعت با او ارتباط برقرار می‌کند. دافی وارد باشگاه مبارزه سیج می‌شود و در نهایت برنده می‌شود، اما منجر به توجه ناخواسته می‌شود. دافی در دنیای جرم و جنایت گرفتار می‌شود و به شغل‌هایی پیشنهاد می‌شود که نمی‌تواند رد کند، از جمله شغلی با شریک سیج و افسر پلیس، الن ریدوی. هر چه او در این دنیا عمیق‌تر می‌شود، مرگبارتر می‌شود. دافی یک جنگجوی ماهری است، اما آیا او و مکس زنده خواهند ماند؟

## بازیگران
- فرانک گریلو در نقش مایکل "دافی" دافیلد، کهنه‌سرباز بی‌خانمان
- مکای فایفر در نقش مکس بومر، خلافکار سابق
- جیمی کینگ در نقش اِلِن ریدوی، افسر پلیس و رئیس سِیج
- درموت مالرونی در نقش سِیج پارکر، رئیس جنایتکار
- اسکات ادکینز در نقش دان "دِ ریپِر" ریکتِر
- آموری نولاسکو در نقش فاسکو
- دونالد سرونه در نقش کارتر

## تولید
در ژانویه ۲۰۲۲، گزارش شد که فرانک گریلو، مکای فایفر، اسکات ادکینز و درموت مالرونی در این فیلم بازیگر شدند. ماه بعد، جاستین فورستنفلد، آموری نولاسکو، دونالد سرونه، جیمی کینگ، جوجو چان و اریکا پیپلز به عنوان بازیگر گزارش شدند. فیلمبرداری اصلی در سانتا کلاریتا، کالیفرنیا در فوریه ۲۰۲۲ انجام شد.